# Elisa Loncón

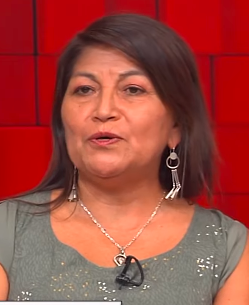
Elisa Loncón

Elisa Loncón Antileo (* 23. Januar 1963 in der Comunidad Lefweluan, Traiguén) ist eine Hochschullehrerin, Sprachwissenschaftlerin, Aktivistin für indigene Völker und Politikerin, die in Chile geboren wurde und dem Volk der Mapuche angehört. Sie ist Repräsentantin des Volks der Mapuche in der verfassunggebenden Versammlung. Am 4. Juli 2021 wurde sie zur Präsidentin der verfassunggebenden Versammlung gewählt, die an diesem Tag das erste Mal tagte.

## Biographie und Ausbildung
Loncón wuchs als vierte von sieben Geschwistern in ärmlichen Verhältnissen auf. In der Schule erfuhr sie rassistische Diskriminierung und wurde als „Indianerin“ bezeichnet. In ihrer Kindheit und Jugend erlebte sie die Pinochet-Diktatur,  während der ihre Familie verfolgt und ihr Großvater verhaftet wurde. Als Studentin engagierte sie sich aktiv in der Widerstandsbewegung gegen die Diktatur. Sie studierte Englisch an der Universidad de La Frontera. Aufbaustudien absolvierte sie am Institut für Sozialwissenschaften in Den Haag (Niederlande) und an der Universität Regina (Kanada). Sie erwarb einen Master in Linguistik der Universidad Autónoma Metropolitana, Iztapalapa (Mexiko), einen Doktortitel in Geisteswissenschaften der Universität Leiden (Niederlande) und einen Doktortitel in Literaturwissenschaft der Pontificia Universidad Católica de Chile. Sie arbeitet als Vollzeitprofessorin an der Universität von Santiago und konzentriert sich auf die Erforschung des Mapudungununterrichts und dessen Fortbestand im zeitgenössischen Kontext.

## Werke
Sie schrieb gemeinsam mit Francesco Chiod das Buch über Neologismen in Mapudungún «Innovación y expansión de los recursos lexicales de la lengua mapuche». In ihren wissenschaftlichen Arbeiten behandelt sie unter anderem die Rechte im linguistischen Bereich, Geschlechterrollen, Homosexualität und Kosmologie von Indigenen, vor allem der Mapuche. Sie ist eine der drei Autoren des Buches  «Violeta Parra en el Wallmapu. Su encuentro con el canto mapuche», das die Interkulturalität in der chilenischen Kunst anhand des Falls von Violeta Parra beschreibt.

## Verfassungsgebende Versammlung
Sie wurde in die verfassungsgebende Versammlung  gewählt und vertritt die Mapuche-Bevölkerung der Regionen Coquimbo, Valparaíso, Santiago, O’Higgins und Maule. Am 4. Juli 2021 wurde sie während der Eröffnungszeremonie mit 96 von 155 Stimmen zur Präsidentin des Verfassungskonvents  gewählt.

## Auszeichnungen
- Das Time-Magazin zählte sie zu den 100 einflussreichsten Persönlichkeiten des Jahres 2021.[10]
- Die baskische Regierung sprach ihr 2021 den Menschenrechtspreis René-Cassin zu.[11]
- Die Wirtschaftszeitung Financial Times zeichnete Loncón als eine der 25 einflussreichsten Frauen des Jahres 2021 aus.[12][13]
- BBC nahm Loncón 2021 in die Liste der 100 inspirierenden und einflussreichen Frauen aus aller Welt auf.[14]